# Ông trùm (phim truyền hình Việt Nam)
Ông trùm là một bộ phim truyền hình được thực hiện bởi Công ty phim ảnh Con Ong do Nguyễn Dương làm đạo diễn. Phim phát sóng vào lúc 20h00 thứ 2 đến thứ 7 hàng tuần bắt đầu từ ngày 11 tháng 9 năm 2015 và kết thúc vào ngày 5 tháng 11 năm 2015 trên kênh THVL1.

## Nội dung
Để điều tra tung tích của Trương Hùng (Hàn Thái Tú), một tên tội phạm xảo quyệt có hành tung khó đoán bởi thường xuyên xuất ngoại để rửa tiền, buôn bán ma túy xuyên quốc gia, chiến sĩ công an Chí Kiệt (Bình Minh) đã được cài vào tổ chức tội phạm của nhà họ Trương. Từ mối quan hệ với vũ nữ Như Kiều (Lan Phương), Chí Kiệt nhanh chóng tiếp cận được Minh Dế (Khương Ngọc) và A Lý (Mai Sơn Lâm) – tay chân thân tín của Trương Hùng.
Vợ chồng doanh nhân Trí Tài (Nguyễn Dương) và Diệu Hồng (Kiều Trinh) về nước thay Trương Hùng điều hành tổ chức. Thực ra Trí Tài chính là Trương Hùng đã phẫu thuật gương mặt để tránh sự truy nã của cảnh sát các nước. Khi Minh Dế bị phát hiện là cảnh sát Interpol nằm vùng, anh đã bị Trương Lâm (Hòa Hiệp) và Trương Hào (Nguyên Vũ) giết hại dã man. Trương Hào sau đó thuê một nhóm lính đánh thuê, lên kế hoạch ám sát Trương Hùng trong chuyến đi buôn ma túy ở biên giới Lào. Tuy nhiên Đội Đỏ đã tiêu diệt đám lính đánh thuê của Trương Hào, cho hắn biết rằng muốn đụng đến ông trùm không phải là chuyện dễ.
Kiệt và Kiều bị Trương Hùng giam giữ và đánh đập. Khi Trương Hùng ra lệnh cho thuộc hạ ném hai người xuống hồ cá sấu thì phía công an đã giải cứu họ. Trương Hùng không hề biết chuyện này, hắn tin rằng Kiệt đã chết. Kiệt và Kiều được đưa vào bệnh viện.
Trương Hùng cho hai tên sát thủ trong Đội Đỏ chuyển một quả bom hẹn giờ vào nhà Thượng tá công an Lê Mạnh (Lý Hùng) để ám sát anh, tuy nhiên anh vẫn còn sống sau vụ nổ, mẹ anh lại là người thiệt mạng. Trong bệnh viện, Kiều chết tức tưởi khi biết mình bị sảy thai. Nhờ lá thư nặc danh của Cường Sói (Vũ Thanh) - một đối thủ cạnh tranh của nhà họ Trương, phía công an mới biết Trí Tài chính là Trương Hùng, họ phát lệnh truy nã hắn. Trong tổ chức xảy ra nhiều biến cố, ba anh em Vĩnh - Lâm - Hào đều bị bắt, vợ chồng Trương Hùng cũng phải bỏ trốn.
A Hải (Mai Sơn Lâm) - anh trai của A Lý - tạo phản và treo thưởng cho ai giết được Trương Hùng, khiến ông trùm bị một số tên giang hồ truy sát, thậm chí Đội Đỏ cũng muốn giết ông chủ của chúng để lãnh thưởng, tuy nhiên vợ chồng Trương Hùng đều thoát nạn. Họ vượt biên qua Campuchia, ẩn náu trong "pháo đài" của trùm Long (Công Ninh), sau đó gặp được Cường Sói.
Kiệt, Mai Lâm (Nikki Dương Nhật Vi) và vài người bạn qua Campuchia để truy đuổi gã trùm tội phạm. Nhóm của Kiệt bắt được bà Hồng, còn Trương Hùng và Cường Sói bắt được Mai Lâm. Hai phe hẹn gặp nhau ở khu rừng gần biên giới để trao đổi con tin. Trương Hùng bất ngờ khi thấy Kiệt vẫn còn sống, A Hải cũng xuất hiện tại đây. Một trận đấu súng diễn ra, Trương Hùng giết chết A Hải rồi cùng với bà Hồng tẩu thoát. Cường Sói chặn đường nhằm thanh toán Trương Hùng. Trương Hùng đã có thể chạy thoát thành công, nhưng khi thấy bà Hồng chết do trúng đạn từ băng nhóm của Cường Sói, hắn điên tiết quay lại để trả thù cho vợ. Cuối cùng cả hai gã tội phạm đều bị Kiệt và Mai Lâm bắt giữ rồi đưa về nước. Tổ chức của Trương Hùng chính thức tan rã, sau này hắn cũng phát điên trong tù vì nỗi đau mất vợ, lấy máu để vẽ ra hình ảnh người vợ quá cố Diệu Hồng
Những người bạn của Kiệt trở lại với cuộc sống bình yên của họ. Kiệt tạm biệt Mai Lâm khi cô ra sân bay để trở lại nước ngoài. Sau đó Mạnh gọi cho Kiệt, nói rằng sẽ giao một nhiệm vụ mới cho anh và anh đã đồng ý
.

## Diễn viên
- Bình Minh trong vai Chí Kiệt[4]
- Hàn Thái Tú trong vai Trương Hùng[4]
- Lý Hùng trong vai Lê Mạnh[4]
- Khương Ngọc trong vai Minh Dế[4]
- Nguyễn Dương trong vai Trí Tài[4]
- Kiều Trinh trong vai Diệu Hồng
- Lê Bê La trong vai Hải Phương[4]
- Hòa Hiệp trong vai Trương Lâm[4]
- Thanh Thức trong vai Trương Vĩnh
- Nguyên Vũ trong vai Trương Hào
- Mai Sơn Lâm trong vai A Lý / A Hải
- Vũ Thanh trong vai Cường Sói
- Lan Phương trong vai Như Kiều
- Nikki Dương Nhật Vi trong vai Mai Lâm
- Lê Huỳnh trong vai Cao Tùng

Cùng một số diễn viên khác....

## Nhạc phim
- Sẽ thế thôi

Sáng tác: Vũ Quốc Việt
Thể hiện: Nguyên Vũ
- Điều quý giá hơn

Sáng tác: Nam Du
Thể hiện: Nguyên Vũ

## Sản xuất
Bộ phim được Nguyễn Dương làm đạo diễn kiêm vai diễn phản diện trong phim. Bộ phim có kinh phí đầu tư lên đến 10 tỷ đồng. Buổi họp báo ra mắt phim đã diễn ra vào ngày 14 tháng 9 năm 2015 tại Thành phố Hồ Chí Minh.

## Đón nhận
Theo một thống kê, tại thời điểm phát sóng, bộ phim đã đứng nhất về chỉ số người xem tại thị trường Cần Thơ và thứ 14 cho những chương trình phim được xem nhiều nhất ở Cần Thơ và Thành phố Hồ Chí Minh. Các tập phim đăng tải trên YouTube đều có lượt xem trung bình đạt vài trăm nghìn, trong đó tập đầu tiên đã cán mốc trên 1 triệu lượt xem.